# 巴烏齊人

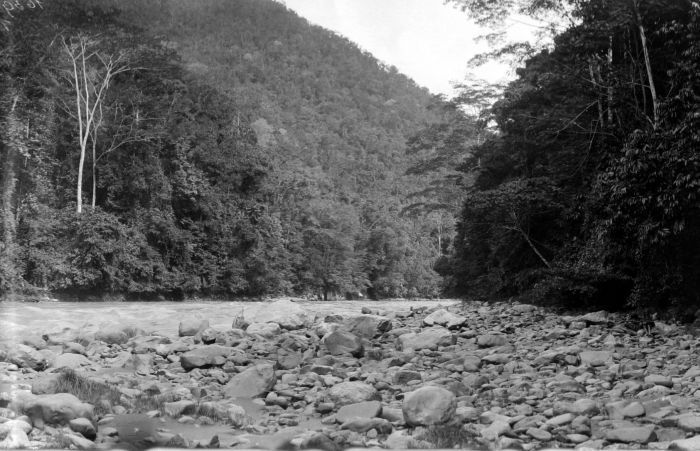
巴乌兹人的生活地——曼伯拉莫河

巴烏齊人（Bauzi），又名巴烏迪人（Baudi），是一個生活在印尼巴布亞省中北部的巴布亞人部落。人口約2000人，他們主要生活在島上最大河流曼伯拉莫河的西岸。
他們以狩獵-採集為生，以前信仰萬物有靈論，現在65%人是基督徒。村戰是他們文化一部分，現在語言學家開始學習巴烏齊語，並把包括聖經在內的文本譯成巴烏齊語。